# Bermecke (Möhne)
Die Bermecke, im Oberlauf bis zur Mündung der Höbecke Kloßsiepen, ist ein 4,7 km langer, orografisch linker Nebenfluss der Möhne im nordrhein-westfälischen Brilon, Deutschland. 

## Geographie
Der Bach entspringt als Kloßsiepen südlich von Scharfenberg und östlich von Rixen am Sattel zwischen Woltenberg und Gretenberg auf einer Höhe von 496 m ü. NN. Zunächst fließt der Bach in nördliche Richtungen. Nach etwa einem Kilometer Flussstrecke erreicht der Bach den Ortsrand von Scharfenberg, das der Bach anschließend durchfließt. Am nördlichen Ortsrand wendet sich der Lauf nach Nordosten. 
Mit der Mündung der Höbecke bei Stationierungskilometer 1,3 wird der Bach Bermecke benannt. Hier durchfließt der Bach das Gelände der Kläranlage Scharfenberg und wurde durch den zur Kläranlage gehörenden Teich gestaut; der bei einer Renaturierung entfernt wurde. Wenig später mündet die Bermecke auf 358 m ü. NN linksseitig in die Möhne.
Von der Quelle bis zur Mündung beträgt der Höhenunterschied 138 m, was einem mittleren Sohlgefälle von 29,4 ‰ entspricht. Die Bermecke entwässert ein 4,4 km² großes Einzugsgebiet über Möhne, Ruhr und Rhein zur Nordsee.